# Sparta (mytologi)
Sparta var i den grekiska mytologin dotter till Eurotas och maka till Lakedaimon, som hon fick Amykles och Eurydike tillsammans med. Det sägs att den antika stadsstaten Sparta var uppkallad efter henne (staden kallades ibland även Lakedaimon).